# Milva
Milva, nascuda Maria Ilva Biocalti (Goro, Emília-Romanya, Itàlia,17 de juliol de 1939- Milà, 23 d'abril de 2021) va ser una cantant italiana.

## Biografia
Anomenada la pantera de goro per completar el trio zoològic que llavors va fascinar Itàlia (és a dir, Mina,  la Tigressa de Cremona  i Iva Zanicchi, àlies l'Àliga de Ligonchio), Milva va començar estudiant cant a Bolonya, on la seva família es va establir el 1955. Al mateix temps, actua en discoteques locals amb el pseudònim de Sabrina. El 1959 va guanyar un concurs de noves veus organitzat per la RAI i, el 1960, va gravar els seus primers 45, en homenatge a Édith Piaf amb la versió italiana de  Milord .
Milva va debutar realment al Festival de Sanremo de 1961, on va quedar tercera amb la cançó  Il mare nel cassetto , cosa que li permet revelar l'abast de la seva veu. També serà convidada durant deu anys a participar en aquest esdeveniment. El 1961, la crítica discogràfica italiana la va anomenar  intèrpret de l'any . El mateix any, Milva va fer el seu debut cinematogràfic a la pel·lícula  La bellezza d'Ippolita, de Giancarlo Zagni, al costat de Gina Lollobrigida. Aquesta experiència li va donar l'oportunitat de mostrar la seva melena vermella que li va valer el nom de La Rossa.
El 1962 va emprendre la seva primera gira fora d'Itàlia amb un èxit tan gran que va ser convidada a tocar a París a l'escenari de l'Olympia, on va ser la primera intèrpret no francesa a cantar Édith Piaf.
Els anys seixanta va veure un xoc, a Itàlia, entre dos  monstres sagrats  : Mina i Ornella Vanoni. Lluny de les seves disputes, Milva construeix una identitat de rebel, inscrivint en el seu repertori himnes a la llibertat (canta molt aviat Bella ciao, la cançó de les Mondine), cançons políticament compromeses en què relata la vida del proletariat mentre s'apropiava de molts èxits de música folk, espirituals i Gòspel d'estil afroamericà amb entonacions religioses i socials.
El 1965 va conèixer el director Giorgio Strehler que la va fer treballar en el repertori de Bertolt Brecht i Kurt Weill on, fins aleshores, només havien triomfat les veus alemanyes. De fet, no només va aconseguir conquerir els alemanys, sinó que fins i tot es va consolidar com un referent en aquest camp.
El 1967, Milva va debutar al Piccolo Teatro de Milà, amb un recital titulat  Jo, Bertolt Brecht » al costat de Strehler, director i actor.

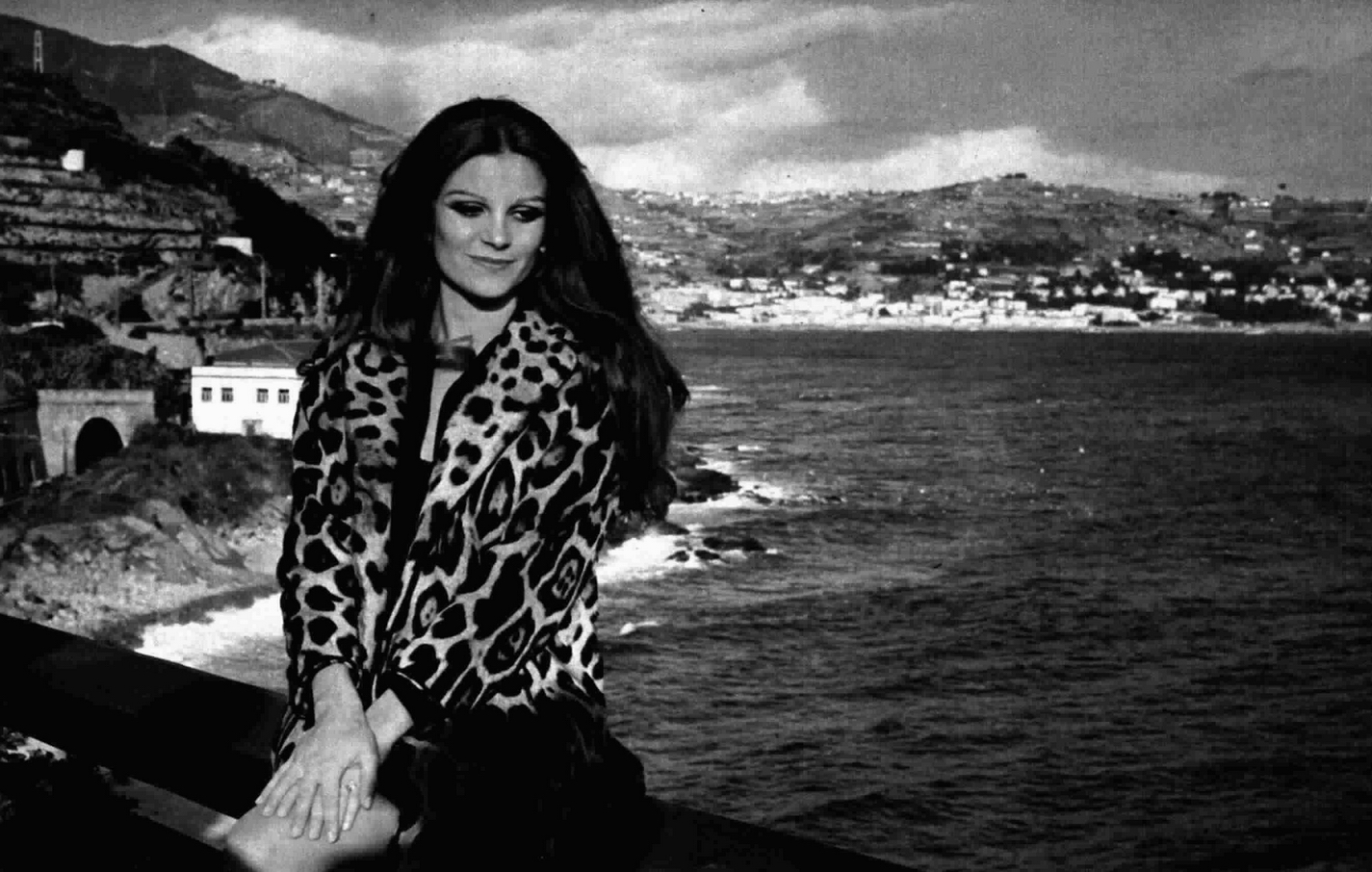
Milva l'any 1970

El 1973 va fer un pas endavant, de nou gràcies a Strehler, i es va convertir en  Jenny dels pirates » a Die Dreigroschenoper que posa en escena a Itàlia i a tot Europa.
Del 1973 al 1980, Milva va fer una gira (Itàlia, França, Grècia, Alemanya, Canadà, Rússia i Japó) amb el grup I Milvi, compost per Neno Vinciguerra al piano, Franco Paganelli a la guitarra, Claudio Barontini al baix, Giovanni Martelli al bateria i Marco Gasperetti a flauta travessera. El grup es converteix en Black and Withe de Livorno quan els gospels del New Folkstudio Singer s'uneixen a ells en concert, compost per Lois Cantor, Hazel Rogers, Nat Bush, Eddie i Jesse Hawkins.
El 1978 va conèixer Mikis Theodorakis i va ampliar el seu repertori al registre de la música i la poesia gregues. Després va treballar amb poetes compromesos com Mános Eleftheríou, Tassos Livaditis i Iakovos Kambanellis. El 1978 també és l'any en què va rebre un disc de plata a Alemanya per  Was Ich Denke », no 1 de les vendes en aquest país
Posteriorment, Milva va treballar amb el compositor Luciano Berio, un dels mestres italians del dodecafonisme i música electrònica que li va oferir el paper principal en la seva òpera La Vera Storia (d'Italo Calvino) que es representa a La Scala de Milà, a l'Òpera Garnier de París, al Florentine Musical May, a l'Opera d'Amsterdam, a l' Accademia nazionale di Santa Cecilia de Roma, així com al Royal Festival Hall de Londres.
També va treballar amb Ennio Morricone el 1965, Francis Lai el 1973, Vangelis el 1981 i 1986 i Franco Battiato el 1982 i el 1986.
El 1984 és intèrpret de l'espectacle  El Tango  d'Ástor Piazzolla al teatre Bouffes du Nord de París, destacat per la interpretació de Balada para un logo acompanyat d'Astor Piazzolla al bandoneó.
En el pla personal, Milva es casa amb Maurizio Corgnati, que serà el seu Pigmalió, el 29 d'agost de 1961. D'aquesta unió neix el seu únic fill: Martina. Després comparteix la vida amb els actors Mario Piave que és assassinat en circumstàncies misterioses el maig de 1979 i Luigi Pistilli que es va suïcidar després de la seva ruptura.
Per les seves interpretacions del repertori Brecht/Weill, Milva rep la medalla de l'Orde al Mèrit de la República Federal Alemanya del president Horst Köhler.
El setembre de 2010, Milva cancel·la l'espectacle que havia de presentar amb Franco Battiato al teatre romà de Verona per presentar el seu nou disc, Non conosco nessun Patrizio. Pocs dies després, va anunciar la seva retirada definitiva de l'escena per motius de salut.
Milva va morir a Milà el 23 d'abril de 2021. Ha venut més de 80 milions de discos durant la seva carrera i és l'artista italiana que ha publicat més àlbums: 173 entre àlbums d'estudi, àlbums en viu i recopilacions.

## Discografia

### Discografia parcial
- 1961 14 successi di Milva
- 1962 Milva canta per voi
- 1962 Milva - Villa
- 1963 Le Canzoni del Tabarin-Canzoni da Cortile
- 1965 Canti della libertà
- 1966 Milva
- 1967 Milva
- 1968 Milva-Villa live in Japan
- 1968 Tango
- 1969 Angeli in Bandiera
- 1969 Un Sorriso
- 1969 Milva singt Tangos deutsch und italienisch
- 1970 Ritratto di Milva
- 1970 Milva on Stage - Live in Tokyo at Serkey Hall
- 1971 Milva Canta Brecht
- 1972 Dedicato a Milva da Ennio Morricone
- 1972 Love Feeling in Japan (Milva, Nippon no ai o utau)
- 1972 Milva in Seoul (live)
- 1973 Sognavo, amore mio
- 1974 Sono Matta Da Legare
- 1975 Libertà
- 1975 Milva Brecht Volume 2
- 1977 Auf Den Flügeln Bunter Träume
- 1977 Milva
- 1978 Canzoni Tra Le Due Guerre (live)
- 1978 Von Tag Zu Tag (amb Mikis Theodorakis)
- 1979 La Mia Età (amb Mikis Theodorakis)
- 1979 Was ich denke
- 1979 Wenn Wir Uns Wiederseh'n
- 1980 Attends, la vie
- 1980 La rossa amb Enzo Jannacci
- 1980 Milva International
- 1981 Dicono di me — Ich hab' keine Angst — Moi, je n'ai pas peur
(adaptacions italiana, alemanya i francesa de To the unknown man de Vangelis)
- 1982 Das Konzert (live)
- 1982 Immer Mehr
- 1982 Milva e dintorni (amb Franco Battiato)
- 1982 Milva Alexander Platz (versió francesa de Milva e dintorni)
- 1983 Die sieben Todsünden der Kleinbürger
- 1983 Identikit
- 1983 Unverkennbar
- 1984 Milva & Astor Piazzola - Live at the Bouffes Du Nord
- 1985 Corpo a Corpo
- 1985 Mut Zum Risiko
- 1986 Geheimnisse (amb Vangelis)
- 1986 Tra Due Sogni (amb Vangelis)
- 1987 Milva Canta Della Giapponesi
- 1988 Das Beste Milva Live
- 1988 Milva (1988)
- 1988 Unterwegs nach Morgen
- 1989 Svegliando l'amante che dorme
- 1990 Ein kommen und gehen
- 1991 Gefühl & Verstand
- 1992 Milva Dramatic Recital (Best Live in Japan)
- 1992 Milva History 1960-1990
- 1993 Uomini Addosso
- 1994 Cafè Chantant
- 1994 La storia di Zaza
- 1994 Milva & James Last - Dein Ist Mein Ganzes Herz
- 1994 Volpe D'Amore (Milva canta Thanos Mikroutsikos)
- 1995 Tasendundeine Nacht
- 1996 Fammi Luce - Milva ha incontrato Shinji (Tanimura)
- 1996 Milva Canta un Nuovo Brecht
- 1997 Mia Bella Napoli
- 1998 El Tango de Astor Piazzolla live in Japan
- 1999 Stark sein
- 2001 Artisti
- 2001 La chanson française
- 2004 Milva canta Merini
- 2007 In territorio nemico
- 2010 Non Conosco Nessun Patrizio

## Filmografia
- Canzoni ha tempo di twist de Stefano Canzio (1962)
- La bellezza di Ippolita de Giancarlo Zagni (1962)
- Appuntamento in Riviera de Mario Mattoli (1962)
- De amore tan muore de Carlo Carunchio (1972)
- Via degli specchi de Giovanna Gagliardo (1982)
- El meu cunyat ha matat la meva germana de Jacques Rouffio (1986)
- Wherever You Are... de Krzysztof Zanussi (1988)
- Presoneres de Charlotte Silvera (1988)
- Amaurosi de Dieter Funk (1991)
- Celluloide de Carlo Lizzani (1995)